# M (James Bond)
(M rivolto a James Bond)
M è il nome in codice che il romanziere Ian Fleming attribuisce al direttore del Secret Intelligence Service nella sua serie di romanzi dedicata all'agente segreto britannico James Bond.
Fleming si era ispirato chiaramente a una consuetudine tipica dei servizi di sicurezza britannici. Ad esempio, il fondatore e storico dirigente del MI5, Vernon Kell, era denominato convenzionalmente con l'iniziale del cognome, ovvero K.
La figura del direttore del MI6 è assunta da due diverse persone nei romanzi dedicati a James Bond. Nei romanzi di Fleming, Markham e Gardner M è l'ammiraglio Miles Messervy. Negli ultimi romanzi di Gardner e in tutti quelli di Benson è invece Barbara Mawdsley, prima donna ad assumere questo ruolo.

## Ammiraglio Miles Messervy
L'ammiraglio della Marina militare britannica Miles Messervy inizia la sua carriera di direttore del Ministero della difesa nel 1941 quando inizia probabilmente ad assumere la carica di direttore dell'MI5. A guerra finita, nel 1945, assume il ruolo di direttore del Secret Intelligence Service (SIS) con lettera identificativa M. Con il passare degli anni viene nominato Cavaliere Commendatore dell'Ordine di San Michele e San Giorgio per meriti militari.
L'ammiraglio non ha tempo libero. Trascorre tutta la giornata nel suo ufficio all'Universal Exports (società di copertura del SIS), all'ultimo piano di un palazzo che da su Regent's Park, Londra. Passa le serate dei fine settimana a giocare a bridge al circolo al quale è iscritto, il rinomato Blades. Sir Miles è vedovo. Dal suo matrimonio sono nate due figlie. La maggiore, Haley, ha dato all'ammiraglio due nipotini, Charles e Lynne. Vive in una residenza stile Regency, poco fuori Londra, Quarterdeck. La residenza è gestita dai coniugi Davison, che sostituiscono gli Hammond, morti all'epoca dell'attacco a Quarterdeck durante il quale Sir Miles venne rapito ("Il colonnello Sun", Markham).
Il volto dell'ammiraglio Messervy è legato nei film di James Bond all'attore Bernard Lee, che lo ha interpretato dal 1962 al 1979.

## Ammiraglio Marian Hargreaves
Il personaggio dell'ammiraglio Hargreaves fa la sua prima comparsa nel film La spia che mi amava del 1977. Qualche anno più tardi, in Octopussy del 1983 viene promosso a capo dell'MI6, assumendo il ruolo di M e succedendo al suo predecessore (venuto a mancare in Solo per i tuoi occhi del 1981).
Il volto dell'ammiraglio Hargreaves è legato all'attore Robert Brown, che lo ha interpretato dal 1983 al 1989.

## Barbara Mawdsley/Olivia Mansfield
Barbara Mawdsley è la prima donna della storia ad assumere il ruolo di direttore del Secret Intelligence Service. Non ha fatto carriera militare. Ha invece studiato giurisprudenza a Oxford, dove ha conosciuto quello che sarebbe diventato il suo confidente, Sir Robert King, morto durante un attentato alla sede dell'MI6 (Il mondo non basta, Benson). Per Benson, la nuova M è divorziata con due figli. Raramente frequenta gli uomini. Unica vera storia è stata quella con il diplomatico Alfred Hutchinson, assassinato però dall'organizzazione Decada (Obiettivo Decada, Benson).
Muore alla fine del film Skyfall, uccisa durante la lotta tra Bond e gli uomini del cattivo Raoul Silva. Nonostante il nome Barbara Mawdsley sia stato associato a M a partire dal romanzo The Facts Of Death dall'autore Raymond Benson, una delle scene finali del film Skyfall attribuisce al personaggio il nome di Olivia Mansfield (riportato sull'etichetta di una scatola che contiene l'ironica eredità che M lascia a James Bond).
Il volto di Mawdsley è legato all'attrice Judi Dench, che l'ha interpretata dal 1995 al 2012.

## Tenente Colonnello Gareth Mallory
Membro della sezione Intelligence Estera del Servizio Segreto di Sua Maestà, Gareth Mallory assume il ruolo di M al termine del film Skyfall. Mallory è un ex tenente colonnello dell'esercito britannico, in servizio in Irlanda del Nord con la Special Air Service durante il conflitto nordirlandese, conosciuto in inglese come The Troubles, dove era stato tenuto in ostaggio dall'IRA per tre mesi.
Il volto del tenente colonnello Mallory è legato all'attore Ralph Fiennes, che lo interpreta a partire dal 2012.

## Interpreti di M nei film di James Bond
- Bernard Lee (1962-1979). Interprete originale di M, compare ininterrottamente nei primi 11 film della serie, da Licenza di uccidere a Moonraker - Operazione spazio.
- Robert Brown (1983-1989). Interpreta M in 4 film, da Octopussy - Operazione piovra a Vendetta privata.
- Judi Dench (1995-2012). Prima donna a ricoprire il ruolo, interpreta M in 7 film, da GoldenEye a Skyfall, con un piccolo cameo in Spectre (2015).
- Ralph Fiennes (2012-in corso). Interpreta M a partire da Skyfall, dopo la morte del personaggio interpretato da Judi Dench.

Il personaggio di M, dopo l'agente 007, è il dipendente della MI6 presente in più film della serie, 23 su 24: è assente solo nel 12º film della serie, Solo per i tuoi occhi del 1981, poiché nello stesso anno era venuto a mancare Bernard Lee, l'interprete originale, e i produttori per rispetto non avevano inserito il personaggio nel cast.

## Apocrifi
Nei film Mai dire mai e James Bond 007 - Casino Royale, non legati alla serie ufficiale di 007, M è stato interpretato rispettivamente da Edward Fox e John Huston.